# Новопавлівка (Миколаївський район)
Новопа́влівка — село в Україні, у Новоодеській міській громаді Миколаївського району Миколаївської області. Населення становить 100 осіб.

## Населення
Згідно з переписом УРСР 1989 року чисельність наявного населення села становила 128 осіб, з яких 56 чоловіків та 72 жінки.
За переписом населення України 2001 року в селі мешкало 100 осіб.

### Мова
Розподіл населення за рідною мовою за даними перепису 2001 року:
| Мова       | Відсоток |
| ---------- | -------- |
| українська | 66,00 %  |
| російська  | 34,00 %  |